# Keisei Tominaga
Keisei Tominaga (富永 啓生?, Tominaga Keisei; Nagoya, 1º febbraio 2001) è un cestista giapponese.

## Caratteristiche tecniche
Può giocare sia nella posizione di playmaker che in quella di guardia tiratrice, è un buon passatore, inoltre è abile nel saper segnare da sotto canestro, tuttavia il suo stile di gioco è incentrato principalmente nell'uso della tripla, pur non mostrando sempre una solida continuità nel tiro dalla lunga distanza viene considerato uno dei migliori tiratori liberi del Giappone, tanto che gli è stato dato il soprannome del "Stephen Curry giapponese".

## Biografia
Figlio di Hitomi e Hiroyuki Tominaga, quest'ultimo era un giocatore di basket, aveva militato nalla nazionale giapponese, Keisei ha pure una sorella, Chihiro. Ha frequentato il liceo Sakuragaoka Gakuen High School della prefettura di Aichi, nel 2018 durante il terzo e ultimo anno di Tominaga nelle scuole superiori, la squadra si qualifica per la Winter Cup perdendo in semifinale contro il Fukuoka Daiichi dove allora giocava Yuki Kawamura (che in futuro diventerà compagno di squadra di Tominaga nella nazionale giapponese) che infatti vince la competizione conquistando la finale, mentre il Sakaragaoka arriva terza.

## Carriera

### Professionismo
Si trasferisce negli Stati Uniti studiando nell'Università del Nebraska vestendo la maglia dell'UNL Cornhuskers nella NCAA. Non viene però inserito nel draft NBA, dunque finita l'università firma un contratto con l'Indiana Pacers.

### Nazionale
Nel 2021 ha partecipato con la nazionale giapponese 3x3 al torneo 3x3 delle Olimpiadi di Tokyo, venendo eliminato ai quarti di finale.
Ha debuttato con la nazionale giapponese il 1º luglio 2022, nella partita di qualificazione al Mondiale 2023 persa per 52-98 contro l'Australia.Durante il mondiale Tominaga segna 17 punti contro la Finlandia con il risultato di 98-88 (la prima storica vittoria del Giappone ai mondiali contro una squadra europea), segna invece cinque punti nella vittoria per 86-77 contro il Venezuela e nell'ultima vittoria contro Capo Verde per 80-71 ne segna 22.